# Auguste Grandin
Pour les articles homonymes, voir Grandin.
Auguste Grandin, né le 13 mars 1907 à Lengronne (Manche) et mort le 29 avril 1985 à Condé-sur-Vire (Manche), est un industriel et  homme politique français.

## Biographie
Fils d'agriculteur, Auguste Grandin exerce le même métier que son père.
Sa carrière politique et industrielle commence au lendemain de la seconde guerre mondiale. En décembre 1945, il fonde avec seize autres éleveurs la coopérative des vallées de l'Elle et de la Vire, qui s'intègre plus tard dans le groupe de l'Union laitière normande, et fonde ainsi la célèbre marque agroalimentaire « Elle et Vire ». Il en est le président jusqu'en 1979.
En 1945, il est élu maire de Condé-sur-Vire, mandat qu'il conserve pendant quarante ans, jusqu'à sa mort.
Parallèlement au développement de son entreprise, il s'investit dans la vie agricole : dans les années 1950, il préside notamment l'union des coopératives laitières de Normandie, le mouvement paysan de la Manche, et le comice agricole de Torigni-sur-Vire. En 1954, il crée l'Union des beurreries de la Manche. Il est aussi membre du bureau de la chambre d'agriculture, et de celui de la fédération départementale des syndicats agricoles, entre autres activités.
En 1956, il mène une liste agrarienne et conservatrice pour les élections législatives dans la Manche. Il obtient 11,1 % des voix et, grâce à l'apparentement des listes de droite et du centre-droit, il est élu député.
À l'assemblée, il travaille quasi exclusivement sur les questions agricoles, et essentiellement sur des points législatifs et réglementaires très techniques, qui souvent visent à réduire les coûts de production dans ce secteur.
Soutenant le retour de Charles de Gaulle au pouvoir en 1958, il n'en est pas moins battu aux législatives de novembre, et abandonne sa carrière politique nationale.

## Fonctions et mandats
Mandat parlementaire
- 2 janvier 1956 - 8 décembre 1958 : Député de la Manche